# Gomphidia pearsoni
Gomphidia pearsoni är en trollsländeart som beskrevs av Fraser 1933. Gomphidia pearsoni ingår i släktet Gomphidia och familjen flodtrollsländor. IUCN kategoriserar arten globalt som starkt hotad. Inga underarter finns listade i Catalogue of Life.